# 华来镇
华来镇，是中华人民共和国辽宁省本溪市桓仁满族自治县下辖的一个乡镇级行政单位。

## 行政区划
华来镇下辖以下地区：
暖河子社区、果松川村、大恩卜村、冯家堡村、柳林子村、朱家卜村、拉古甲村、光复村、二户来村、碑登村、文治沟村、瓦尔喀什寨村、高台子村、川里村、铧尖子村、蔡俄卜村、木盂子村、仙人洞村、暖河子村和高俭地村。